# Black Fist
Black Fist é um filme estadunidense do gênero blaxploitation dirigido por Timothy Galfas, Richard Kaye lançado em 1976.

## Resumo
Trabalhador desempregado aceita conselho de amigo para se tornar lutador de rua, atividade ilegal nos EUA. Seu êxito desperta a cobiça do crime organizado. O elenco tem bons profissionais como Coleman ("Tootsie") e Thomas ("Miami Vice"), mas a trama é arrastada. Vale pelas cenas de lutas, bem coreografadas.

## Elenco
- Richard Lawson — Leroy Fisk
- Annazette Chase — Florence
- Philip Michael Thomas — Fletch & Boom Boom
- Robert Burr — Logan
- Dabney Coleman — Heineken